# Хельферскирхен
Хельферскирхен (нем. Helferskirchen) — община в Германии, в земле Рейнланд-Пфальц. 
Входит в состав района Вестервальд. Подчиняется управлению Виргес.  Население составляет 1109 человек (на 31 декабря 2010 года). Занимает площадь 5,00 км².